# The Unknown Country
The Unknown Country é um filme dramático de 2022 dirigido por Morrisa Maltz, com roteiro de Maltz e história de Maltz, Lily Gladstone, Lainey Bearkiller Shangreaux e Vanara Taing. É estrelado por Gladstone e Raymond Lee.
O filme teve sua estreia mundial no South by Southwest em 13 de março de 2022, e foi lançado pela Music Box Films nos Estados Unidos em 28 de julho de 2023. Por sua performance, Gladstone ganhou o Gotham Independent Film Award de Melhor Performance Principal.

## Enredo
Uma mulher enlutada embarca em uma viagem pelo meio-oeste americano após receber um convite inesperado.

## Elenco
- Lily Gladstone como Tana
- Raymond Lee como Isaac
- Richard Ray Whitman como Vovô August
- Lainey Bearkiller Shangreaux como Lainey
- Devin Shangreaux como Devin
- Jasmine Shangreaux como Jasmine

## Recepção
No site agregador de críticas Rotten Tomatoes, 91% das 45 resenhas dos críticos são positivas, com uma classificação média de 7,9/10. O consenso do site diz: "As performances excepcionais de Lily Gladstone impulsionam The Unknown Country através de alguma deriva narrativa até seu destino profundo." Metacritic, que utiliza uma média ponderada, atribuiu ao filme uma pontuação de 82 em 100, com base em 14 críticos, indicando "aclamação universal".

## Prêmios e indicações
| Associações                            | Data da cerimônia      | Categoria                                             | Nomeações           | Resultado |
| -------------------------------------- | ---------------------- | ----------------------------------------------------- | ------------------- | --------- |
| Gotham Independent Film Awards         | 27 de novembro de 2023 | Melhor Performance Principal                          | Lily Gladstone      | Venceu    |
| Denver Film Festival                   | 12 de novembro de 2022 | Prêmio Independente Americano – Melhor Longa-Metragem | The Unknown Country | Indicado  |
| Denver Film Festival                   | 12 de novembro de 2022 | Menção Honrosa                                        | The Unknown Country | Venceu    |
| South by Southwest                     | 20 de março de 2022    | SXSW Adam Yauch Hörnblowér Award                      | The Unknown Country | Indicado  |
| Cinema Eye Honors                      | 12 de janeiro de 2024  | Prêmio Heterodoxo                                     | The Unknown Country | Indicado  |
| Americana Film Fest                    | 15 de março de 2023    | Prêmio do Público – Próximo                           | The Unknown Country | Indicado  |
| Montclair Film Festival                | 30 de outubro de 2022  | Futuro/Agora                                          | The Unknown Country | Indicado  |
| Hell's Half Mile Film & Music Festival | 25 de setembro de 2022 | Prêmio do Júri – Melhor Longa-Metragem                | The Unknown Country | Venceu    |
| Hell's Half Mile Film & Music Festival | 25 de setembro de 2022 | Realização Notável em Edição                          | Vanara Taing        | Venceu    |
| Champs-Élysées Film Festival           | 28 de junho de 2022    | Longs métrages américains                             | The Unknown Country | Indicado  |
| Calgary International Film Festival    | 2 de outubro de 2022   | Concurso Internacional de Narrativa                   | The Unknown Country | Indicado  |